# John Lloyd Cruz
John Lloyd Espidol Cruz (Pasay, 24 giugno 1983) è un attore e modello filippino.
Membro di lunga data del Talent Center dell'ABS-CBN, ora chiamato Star Magic, ha iniziato la sua carriera nel 1997 comparendo in numerosi teen drama e film per adolescenti. Tra il 1999 ed il 2003 ha ottenuto il suo primo ruolo importante nella serie televisiva Tabing Ilog, che lo ha lanciato a livello nazionale. Ha raggiunto ulteriore fama grazie alla partecipazione nella soap opera Kay Tagal Kang Hinintay, a cui sono seguite pellicole di successo al botteghino, principalmente assieme a Bea Alonzo e Sarah Geronimo.
Nel 2015 è stato protagonista del film A Second Chance, tra le pellicole con il maggiore incasso nelle Filippine con oltre 556 milioni di pesos.

## Biografia
John Lloyd Cruz nasce a Pasig il 24 giugno 1983, ultimogenito di Luisito Llora Cruz e Aida Espidol. Termina la propria scuola elementare nel 1996, presso la Marikina Catholic School. Scoperto da un talent scout durante un'uscita con gli amici in un centro commerciale, decide di entrare nel mondo del cinema per poter supportare finanziariamente la famiglia, ritrovatasi in difficoltà economiche. La sua prima apparizione è nel programma di intrattenimento Calvento Files, a cui seguono partecipazioni in varietà televisivi. All'età di 14 anni firma un contratto con il talent center della ABS-CBN, noto come Star Magic. In età adolescenziale forma un trio con gli amici Baron Geisler e Marc Solis, divenuto poi noto come "Koolits" e incluso in numerosi programmi televisivi di fine anni novanta.

### Vita privata
A Cruz sono state attribuite relazioni sentimentali con numerose donne del mondo dello spettacolo filippino. Fra le altre si ricordano Kaye Abad, con la quale ha lavorato sul set della serie televisiva Tabing Ilog, Ciara Sotto, Liz Uy, Ruffa Gutierrez, Shaina Magdayao ed Angelica Panganiban.
Dal 2017 è in una relazione con l'attrice Ellen Adarna, conosciuta sul set della sitcom Home Sweetie Home.

## Carriera

### Televisione
- ASAP, varietà televisivo (dal 1997)
- Home Sweetie Home, serie TV, 196 episodi (dal 2014)
- Nathaniel, serie TV (2015)

### Cinema
- A Second Chance, regia di Cathy Garcia Molina (2015)
- Honor Thy Father, regia di Erik Matty (2015)
- A Lullaby to the Sorrowful Mystery, regia di Lav Diaz (2016)
- Just the 3 of Us, regia di Cathy Garcia Molina (2016)
- The Woman Who Left - La donna che se ne è andata (Ang babaeng humayo), regia di Lav Diaz (2016)
- Finally Found Someone, regia di Theodore Boborol (2017)